# 彭蘊章
彭 蘊章（ほう うんしょう、Pen Yunzhang、1792年 - 1862年）は、清末の官僚。字は詠莪。
蘇州府長洲県の出身。1835年に進士となり、軍機章京、鴻臚寺少卿、光禄寺少卿、順天府府丞、兵部侍郎、礼部侍郎、工部尚書、協弁大学士、文淵閣大学士、武英殿大学士、国史館総裁を歴任した。
1832年には科挙を首席で合格するなどの偉業を成し遂げた
1851年、軍機大臣上行走に就任。当時、太平天国の乱により税収が減少し、軍費が増大するという問題が発生していたが、理財に長けた彭蘊章は銅銭を改鋳し、釐金を徴収し、紙幣を発行するなどの政策によって問題を解決した。1857年、両江総督の怡良（イリャン）が病で辞職すると、彭蘊章は後任に何桂清を推薦した。しかし1860年、太平天国が常州を占領すると、何桂清はあわてて逃亡した。何桂清は逮捕され、推薦した彭蘊章も処分され、軍機大臣上行走を辞職した。その後兵部尚書として復活するが、病にかかりすぐに辞任した。
死後、文敬の諡号が贈られた。